# 5542 Moffatt
Moffatt (asteróide 5542) é um asteróide da cintura principal, a 2,1774272 UA. Possui uma excentricidade de 0,1594151 e um período orbital de 1 522,79 dias (4,17 anos).
Moffatt tem uma velocidade orbital média de 18,5059642 km/s e uma inclinação de 15,85171º.